# Welayat

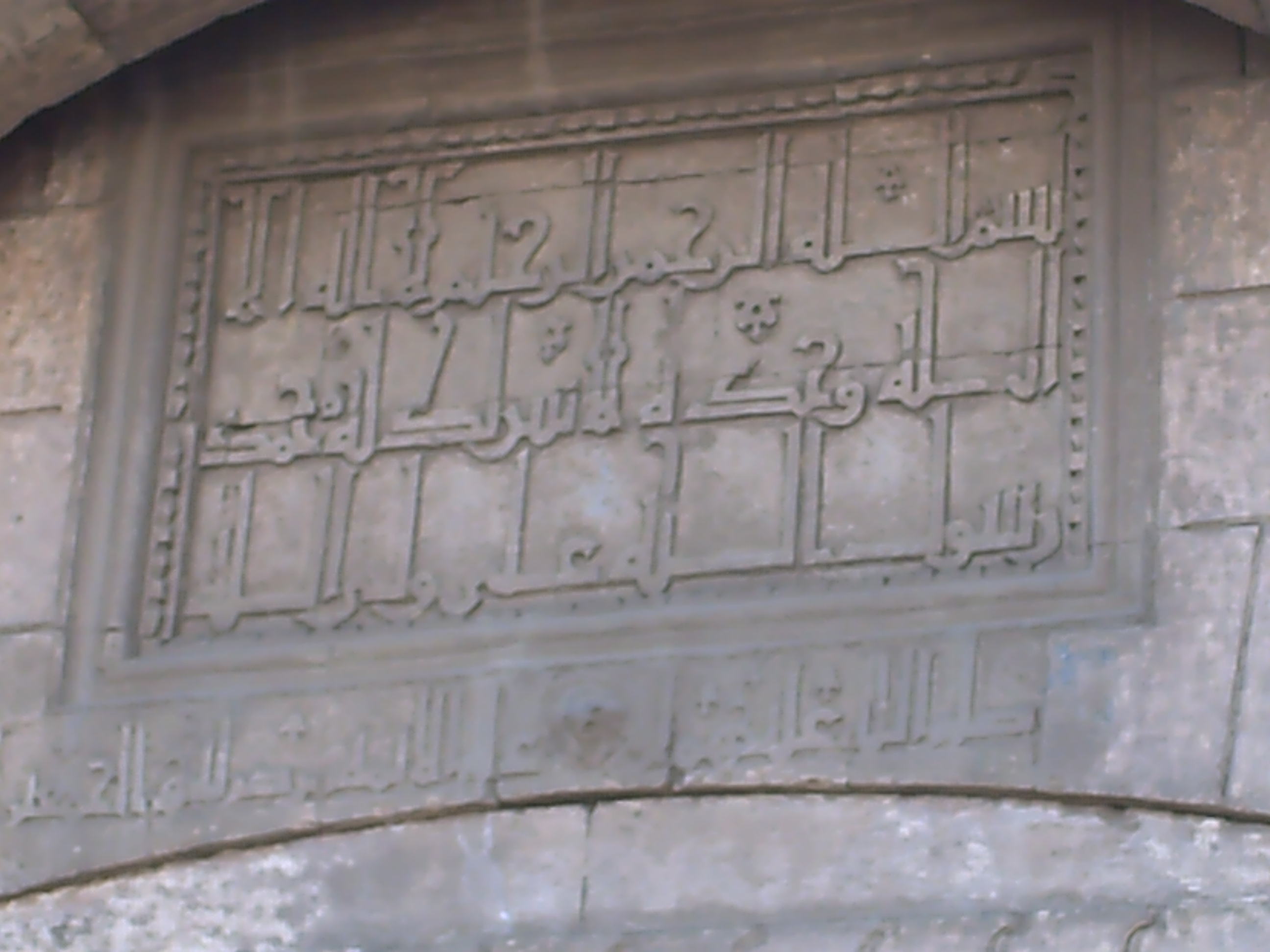
Welyat

La palabra welayat (en persa: ولايت‎, romanizado: Wilayat, lit. 'guardián') significa "guardián". Welayat o wilayah, es una palabra que le otorga a una persona, comunidad o país autoridad/capacidad de cuidar. "Wali" es alguien que tiene "Walayah" (autoridad o potestad de guardián) sobre una persona. Por ejemplo en el fiqh, un padre es wali de sus hijos. La palabra Wali posee una importancia especial en la vida espiritual islámica y es utilizada con diversos significados, que se refieren a sus diversas funciones, que incluyen: “pariente, aliado, amigo, ayudante, guardián, patrón, y santo”. En el islam la frase ولي الله walīyu l-Lāh se puede utilizar para hacer referencia a alguien que ha sido distinguido con la "autoridad de Dios":
بِسْمِ ٱللَّهِ ٱلرَّحْمَنِ ٱلرَّحِيمِ إِنَّمَا وَلِيُّكُمُ اللّهُ وَرَسُولُهُ وَالَّذِينَ آمَنُواْ الَّذِينَ يُقِيمُونَ الصَّلاَةَ وَيُؤْتُونَ الزَّكَاةَ وَهُمْ رَاكِعُونَ
"En el nombre de Dios el Clemente, el Misericordioso: Solo Dios es tu wali y su enviado y aquellos que creen, que oran, y dan el azaque mientras se inclinan (en plegaria)." (Cita Corán: 5|55)

## Terminología
“Welayat”, derivado de la palabra wila’ significa poder, autoridad o un derecho de cierto tipo. Wilayat es la autoridad de Dios Todopoderoso sobre esta tierra.
Welayat o Wilayah significa "estar cerca de algo", "ser amigo de alguien" y "tener poder". El término welayah también tiene similitud con Awlia. El término deriva de Wali el Corán. Se produce también en una serie de aḥādīṯ qodsīya o Hadith Qudsi, como "cualquiera que haga daño a un amigo (wali) de la mina, declaro la guerra contra él y otros". Welayah significa literalmente "cercanía" en el que hay cercanía de juicio sobre la esclavitud.

## El concepto de Welayat
El término técnico Welayat (Primacía, guía, señorío) y a vocablos afines en relación con la Autoridad Espiritual y el Poder Temporal, se advierte que este repertorio terminológico tiene una significación muy precisa en el pensamiento chiita que está en relación con la idea de un Gobierno Unificado.
Hay varios conceptos para Welayat:
- Wila de amor o cercanía que implica que la Casa del Profeta son sus parientes cercanos y los creyentes deben amarlos Awliya Allah significa los amigos de Dios o el amado de Dios.[6] El derecho del amor y la devoción (wila’-e muhabbat): Este derecho coloca a los musulmanes bajo la obligación de amar a Dios y los amigos de Dios que hacen los mandatos de Dios.[7]

- Wila de liderazgo o autoridad sobre asuntos religiosos, tal posición necesita Ismah y el discurso y la acción del líder es un ejemplo para los demás como se considera en los versículos 33:21, 03:31. y lo que él dice es una divina prueba.[7]

- Según Hamid Algar, la primera definición del Wali fue proporcionada por Abu'l-Qasem Qošayrī según la cual (d 467/1074/75.): El wali tiene dos tipos de significado incluyendo pasiva y activa. Wali como designa pasiva uno cuyos negocios se encuentren totalmente guiado por Dios Exaltado. Wali tan activo designado quien lo toma sobre sí mismo para adorar a Dios y le obedecen.[3][8]

## Wila de liderazgo sociopolítica
Wila espiritual que afecta el cambio de las potencialidades de la acción y hacer la gente para llegar a la cercanía divina, por lo tanto no es una prueba de todos los tiempos. El Wali tiene una especie de poder creativo sobre el mundo y los hombres, Corbin establece que Walayah es la base de la profecía y de la misión del mensajero.  y se refiere a la dimensión esotérica de la realidad profética. Abu al-Hasan Sharif Isfahani, un estudiante de Muhammad Baqir Majlisi, por muchos narraciones sostiene que "la Walayah es el significado esotérico interior (batin) de la Revelación Coránica.". Mulla Sadra establece que los descendientes genealógicos de Mahoma y sus herederos espirituales son Awliya.
Describe Dakake Walayah como herencia espiritual, el conocimiento esotérico, que Imames heredan de los profetas. que expresa la autoridad espiritual y política de Ahl al-Bayt. Tabatabaei cuanto a que Walayah es la dimensión esotérica del Imamah y no es sólo guiar al hombre, sino que se transporta el hombre a la verdad.
Mutahari dice: “La autoridad de la naturaleza universal (wila’-e tasarruf): Esta dimensión refleja el poder sobre todo el universo con el cual han sido investidos el Profeta y Ahlul Bayt por la Gracia de Dios Todopoderoso”.
También dice: “La autoridad en la guía espiritual (wila’-e imamat): Esto refleja el poder y autoridad de Ahlul Bayt en la guía a sus seguidores en los asuntos espirituales.”

## Welayat en el Corán
El Corán da varios ejemplos de las personas a quienes se les ha dado la autoridad del universo (Welayat).
- Describir los poderes que Dios, (Glorificado y Exaltado sea, ha concedido al Profeta Jesús hijo de María, el Corán se refiere a él de la siguiente forma: Él le enseñará la Escritura, la Sabiduría, la Tora (Pentateuco) y el Evangelio. (3: 48)

- Al describir los poderes dados al Profeta Salomón, el Corán dice:

Sujetamos a su servicio el viento, que soplaba suavemente allí donde él quería, a una orden suya. Y los demonios, constructores y buzos de toda clase, y otros, encadenados juntos. “Esto es don Nuestro. Agracia, pues o retén, sin limitación”
Tiene un sitio junto a Nosotros y un bello lugar de retorno.
Y a Salomón el ventarrón, que sopla, a una orden suya, hacia la tierra que hemos bendecido. Lo sabemos todo… De los demonios, había algunos que buceaban para él y hacían otros trabajos. Nosotros les vigilábamos. (38:36-40 y 21; 81-82)
El versículo implica que Dios y su profeta son Wali y los titulares de la autoridad de los musulmanes y los creyentes deben aceptar sus Wila.
Este lazo de amor más causas que los musulmanes siguen sus discursos, acciones, comportamientos. En el Corán, el término Wilayah se utiliza en conjunción con Nusrah y no sólo se utiliza en relación con Dios, pero también se utiliza para aquellos que tienen perfecta devoción a Dios. Algunas tradiciones afirman que el versículo 7:. 172 se refiere al pacto primordial (mithaq) que Dios ha tomado para su señorío y la Wilayah al profeta y los Ahlul Bayt.
Por el versículo 5:55, afirma que como la palabra Walayah vez se utiliza para Alá y Su Enviado y los que tienen creído, aunque parecían están bajo su tutela y, por fin, demuestra que la obediencia del profeta es la obediencia de Dios.

## Welayat de Dios
Según el pensamiento islámico y aleya del Corán  (¿Han tomado protectores aparte de Él? Pues Dios es el Protector42:9) , el Wilayah es para Dios descollado, y nadie no puede ser wali a otros, porque el humano es sirve de Dios y tiene que obedecerle.

## Welayat del Profeta
También según el pensamiento islámico cuando obedecer a Dios es obligatorio, entonces si Dios manda a la gente que debería obedecer a alguien, la gente tiene que obedecer este mandato de Dios, y asimismo obedecer de los dichos y mandatos de quien Dios le ha elegido como Wali para la gente. Según unas aleyas del Corán (Y no hemos enviado Mensajero alguno sino para que sea obedecido, con el permiso de Dios.4:64 y  Quien obedece al Mensajero, ciertamente, obedece a Dios.4:80)  obedecer al profeta y mensajero de Dios es obligatorio y él es Wali como Dios pero con el permiso de Dios.

## Welayat en el chiismo
Según el pensamiento chiita, también los Imames tienen Wilayah, porque creen que un social necesita a líder para los mandatos sociales y los mandatos religiosos, y cuando una persona como Imam que ha elegido por el profeta puede ser Wali para la gente.
Y él es una autoridad para dirigir la comunidad a la mejor vía. Y ellos creen que los imames son infalibles y pueden hacer y explicar los mandatos de Dios y dedican para la gente. Y también dicen: según el Hadis de Qadir, el profeta del Islam presentó Ali Ibn Abi Talib como Wali.